# Metabolom
Metabolom – zestaw wszystkich metabolitów obecnych w organizmie, tkance, komórce lub przedziale komórkowym (np. pochodne aminokwasów, lipidów, węglowodanów, nukleotydów, drobnocząsteczkowych hormonów takich jak np. tyroksyna, testosteron, estradiol, cykliczny AMP).
Metabolom („krajobraz chemiczny”) to również zespół metabolitów (pierwotnych, wtórnych) i ksenobiotyków w danym wycinku środowiska. 
Badaniem metabolomu zajmuje się dziedzina nauki zwana metabolomiką, która obok genomiki, transkryptomiki i proteomiki znajduje zastosowanie np. w biologii systemów, będącej między innymi działem biologii medycznej. W 2007 r. po raz pierwszy przedstawiono zarys ludzkiego metabolomu i przez analogię do projektu poznania ludzkiego genomu nazwano Projektem Ludzkiego Metabolomu, gdzie skatalogowano i scharakteryzowano 2500 metabolitów, 1200 leków i 3500 składników pożywienia, które znaleziono w ludzkim ciele.